# Geaya auriscutata
Geaya auriscutata is een hooiwagen uit de familie Sclerosomatidae.